# Landschaftsschutzgebiet Offenlandschaftskomplex Heinrichsdorf
Das Landschaftsschutzgebiet Offenlandkomplex Heinrichsdorf mit 25,2 ha Flächengröße liegt im Stadtgebiet von Olsberg. Das Gebiet wurde 2004 vom Kreistag des Hochsauerlandkreises mit dem Landschaftsplan Olsberg als Landschaftsschutzgebiet (LSG) ausgewiesen. Das LSG wurde als eines von elf Landschaftsschutzgebieten vom Typ B Ortsrandlagen, Offenland- und Kulturlandschaftsschutz im Stadtgebiet von Olsberg ausgewiesen. Im Stadtgebiet gibt es auch ein LSG vom Typ A, Allgemeiner Landschaftsschutz und elf vom Typ C, Wiesentäler, Schutz bedeutsamer Extensivgrünländer. Das LSG geht bis an den Siedlungsrand von Heinrichsdorf.

## Beschreibung
Das LSG besteht aus Offenlandbereichen mit Grünland um das Dorf.

## Schutzzweck
Die Ausweisung erfolgte zur Sicherung der Vielfalt und Eigenart der Landschaft im Nahbereich der Ortslagen und der alten landwirtschaftlichen Vorranggebiete durch Offenhaltung. Ferner wegen der besonderen Bedeutung für die Erholung.

## Rechtliche Vorschriften
Wie in den anderen Landschaftsschutzgebieten im Stadtgebiet besteht im LSG ein Verbot, Bauwerke zu errichten. Vom Verbot ausgenommen sind Bauvorhaben für Gartenbaubetriebe, Land- und Forstwirtschaft. Die Untere Naturschutzbehörde kann Ausnahmegenehmigungen für Bauten aller Art erteilen. Wie in den anderen Landschaftsschutzgebieten vom Typ B in Olsberg besteht im LSG ein Verbot der Erstaufforstung und Weihnachtsbaum-, Schmuckreisig- und Baumschul-Kulturen anzulegen.
Wie in allen Landschaftsplangebieten vom Typ B und Typ C im Stadtgebiet besteht das Gebot, das LSG durch landwirtschaftliche Nutzung oder durch Pflegemaßnahmen von einer Bewaldung freizuhalten.